# Сенар (провинция)
 Тази статия е за провинцията в Судан.  За средновековния султанат вижте Сенар (държава).  
Сенар (на арабски: سنار) е една от 25-те провинции на Судан. Разположена е в източната част на страната, на границата с Етиопия. Заема площ от 37 844 км² и има население от 1 918 700 души (по проекция от юли 2018 г.). В административно отношение провинцията се дели на 3 окръга. Главен град на провинцията е Сенар.
Основната стопанска дейност в провинцията е поливното земеделие, фабриката за захар и отглеждането на редица плодове (включително банани и манго) по бреговете на Сини Нил